# Sibylle (Schiffsname)
Sibylle (benannt nach der Prophetin Sibylle) ist der Name von zwei U-Booten der französischen Marine:
- Sibylle (1934): war ein U-Boot der Diane-Klasse im Zweiten Weltkrieg. Das Boot wurde 1934 in Dienst gestellt und wird seit November 1942 vermisst.
- Sibylle (1951): Die Sibylle (ex Sportsman) war ein U-Boot der britischen S-Klasse. Die französische Marine übernahm sie im Jahre 1951. Die Sibylle sank 1952 bei einem Unfall.